# 邓蓬鹏
邓蓬鹏（1982年5月2日—），是已退役的中国职业足球运动员，曾效力于上海申花，目前他是沈阳东进的俱乐部副总经理兼领队，被誉为足坛最年轻的高管。
邓蓬鹏从上海申花青年队进入一线队，但是始终没有获得太多上场机会，同时在东华大学学习。2004年开始他被申花长期挂牌，直到2006年加盟云南丽江东巴参加乙级联赛，但是俱乐部冲甲失败解散。2007年，邓蓬鹏加盟南昌八一，赛季中即退出球队并回到东华大学学习，2008年获得工商管理本科学位。
毕业后邓蓬鹏进入沈阳东进工作，此后被提升为俱乐部副总经理。